# Werner Steinhoff

Werner Steinhoff

Werner Steinhoff (* 17. September 1875 in Blankenburg; † 11. Januar 1949 in Kyritz) war ein deutscher Volkswirt und Politiker (DNVP).

## Leben und Beruf
Nach dem Besuch der Volksschule und dem Abitur am Gymnasium in Blankenburg am Harz nahm Steinhoff ein Studium der Volkswirtschaft an den Universitäten in Leipzig und Göttingen auf, das er mit der Diplomprüfung als Volkswirt R.D.V. (Reichsverband der Deutschen Volkswirte) beendete. Im Wintersemester 1896/97 war er in Leipzig dem Studentengesangverein Wettina im Sondershäuser Verband beigetreten, mit seinem Wechsel nach Göttingen trat er im Wintersemester 1898/99 auch dem Studenten-Gesangverein der Georgia Augusta im Sondershäuser Verband (heute Studentische Musikvereinigung Blaue Sänger Göttingen) bei. Nach seinem Studium war er bis 1921 als Syndikus bei der Stadt Berlin tätig. Weiterhin fungierte er als Verbandsschriftführer des Provinzialverbandes Groß-Berlin des Vaterländischen Frauenvereins des Deutschen Roten Kreuzes und als stellvertretender Vorsitzender des Provinzialvereins der freiwilligen Sanitätskolonnen des DRK in Groß-Berlin. Darüber hinaus war er Mitglied im Stahlhelm sowie im Nationalverband Deutscher Offiziere (NDO).

## Abgeordneter
Steinhoff war von 1924 bis 1932 Mitglied des Preußischen Landtages. Bei der Reichstagswahl im September 1930 wurde er in den Deutschen Reichstag gewählt, dem er bis 1933 angehörte.

## Öffentliche Ämter
Steinhoff war seit 1921 Stadtrat und Wohlfahrtsdezernent der Stadt Berlin, Verwaltungsbezirk Wilmersdorf, sowie im März 1933 Bürgermeister von Mitte.